# Halle Cioffi
Halle Cioffi, verheiratete Carroll (* 5. August 1969) ist eine ehemalige US-amerikanische Tennisspielerin.

## Karriere
Cioffi gewann auf der WTA-Tour jeweils einen Einzel- und Doppeltitel. Als Junior gewann sie zwei Gold Balls (USTA nationale Tennisturniere).
Aufgrund einer Schultereckgelenksverrenkung musste sie ihre Profikarriere beenden und ging aufs College. Sie ist verheiratet, lebt in Denver und hat Zwillingstöchter.

## Turniersiege

### Einzel
| Nr. | Datum            | Turnier      | Kategorie | Belag             | Finalgegnerin | Ergebnis      |
| --- | ---------------- | ------------ | --------- | ----------------- | ------------- | ------------- |
| 1.  | 1. November 1987 | Indianapolis | WTA       | Hartplatz (Halle) | Anne Smith    | 4:6, 6:4, 7:5 |

### Doppel
| Nr. | Datum     | Turnier | Kategorie  | Belag | Partnerin          | Finalgegnerinnen                | Ergebnis      |
| --- | --------- | ------- | ---------- | ----- | ------------------ | ------------------------------- | ------------- |
| 1.  | Juli 1992 | Palermo | WTA Tier V | Sand  | María José Gaidano | Petra Langrová Ana-Maria Segura | 6:3, 4:6, 6:3 |

## Abschneiden bei Grand-Slam Turnieren

### Einzel
| Turnier         | 1987 | 1988 | 1989 | 1990 | 1991 | 1992 | 1993 | Bilanz | Karriere |
| --------------- | ---- | ---- | ---- | ---- | ---- | ---- | ---- | ------ | -------- |
| Australian Open | —    | —    | 1    | 2    | —    | 2    | —    | 2:3    | 2        |
| French Open     | 2    | 1    | —    | —    | 2    | 1    | —    | 2:4    | 2        |
| Wimbledon       | 1    | 1    | —    | —    | 1    | —    | —    | 0:3    | 1        |
| US Open         | 1    | 2    | 3    | 3    | 1    | 1    | 1    | 5:7    | 3        |

### Doppel
| Turnier         | 1989 | 1990 | 1991 | Bilanz | Karriere |
| --------------- | ---- | ---- | ---- | ------ | -------- |
| Australian Open | 2    | 2    | —    | 2:2    | 2        |
| French Open     | —    | —    | —    | 0:0    | —        |
| Wimbledon       | —    | —    | 2    | 1:1    | 1        |
| US Open         | 1    | 2    | —    | 1:2    | 2        |